# Ormia brevicornis
Ormia brevicornis là một loài ruồi trong họ Tachinidae.